# Scoparia biradiellus
Scoparia biradiellus là một loài bướm đêm trong họ Crambidae.